# Malmö friluftsteater

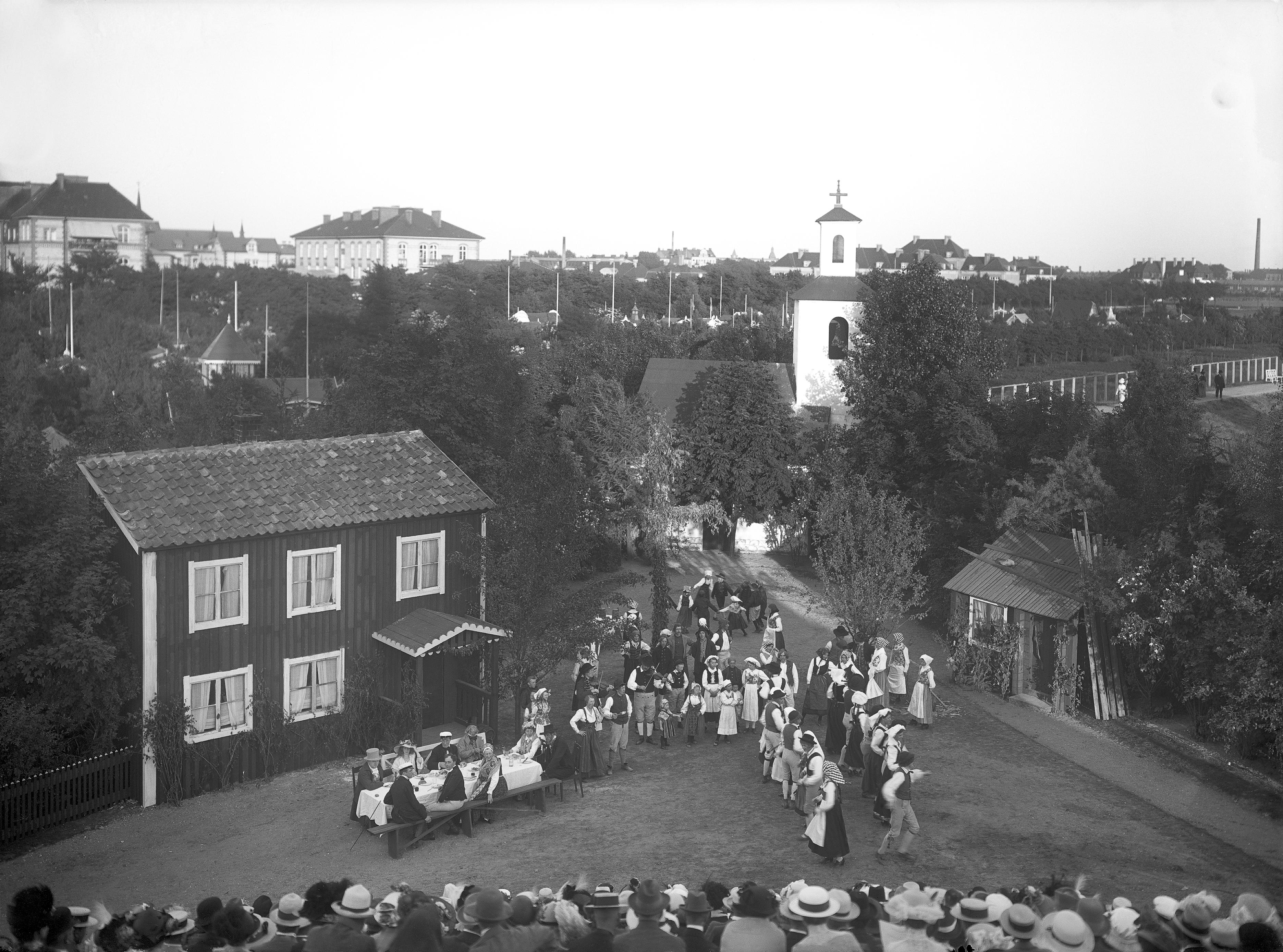
Invigningsföreställningen på Malmö friluftsteater 27 juni 1914 var Fredrik August Dahlgrens sång- och folklustspel ”Värmlänningarna”.

Malmö friluftsteater var en utomhusteater vid Pildammarnas vattentorn i Malmö 1914-1953.

## Historik

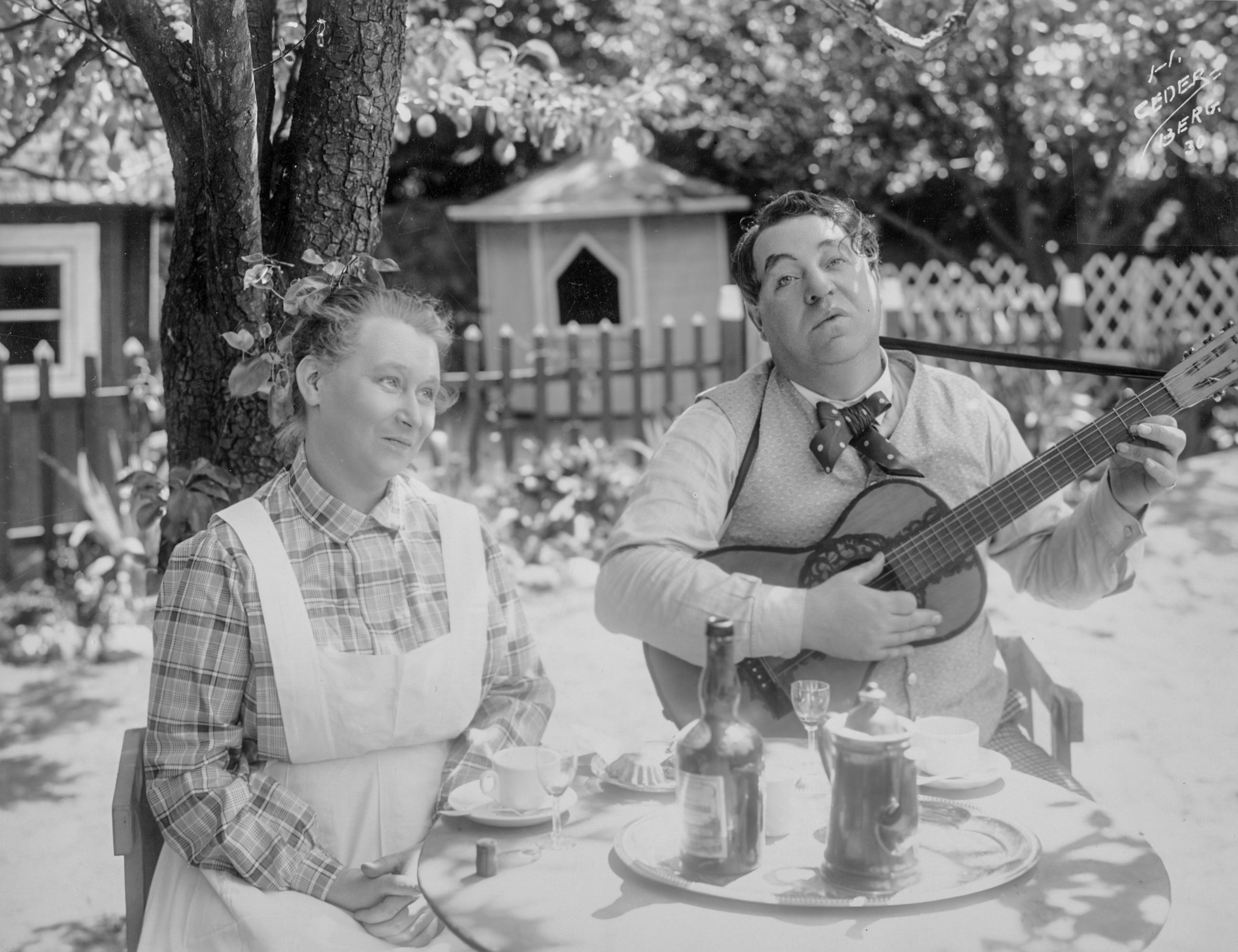
Jullan Kindahl och Edvard Persson på Friluftsteatern 1930 i lustspelet "Kärlekstokar och aborrkrokar".

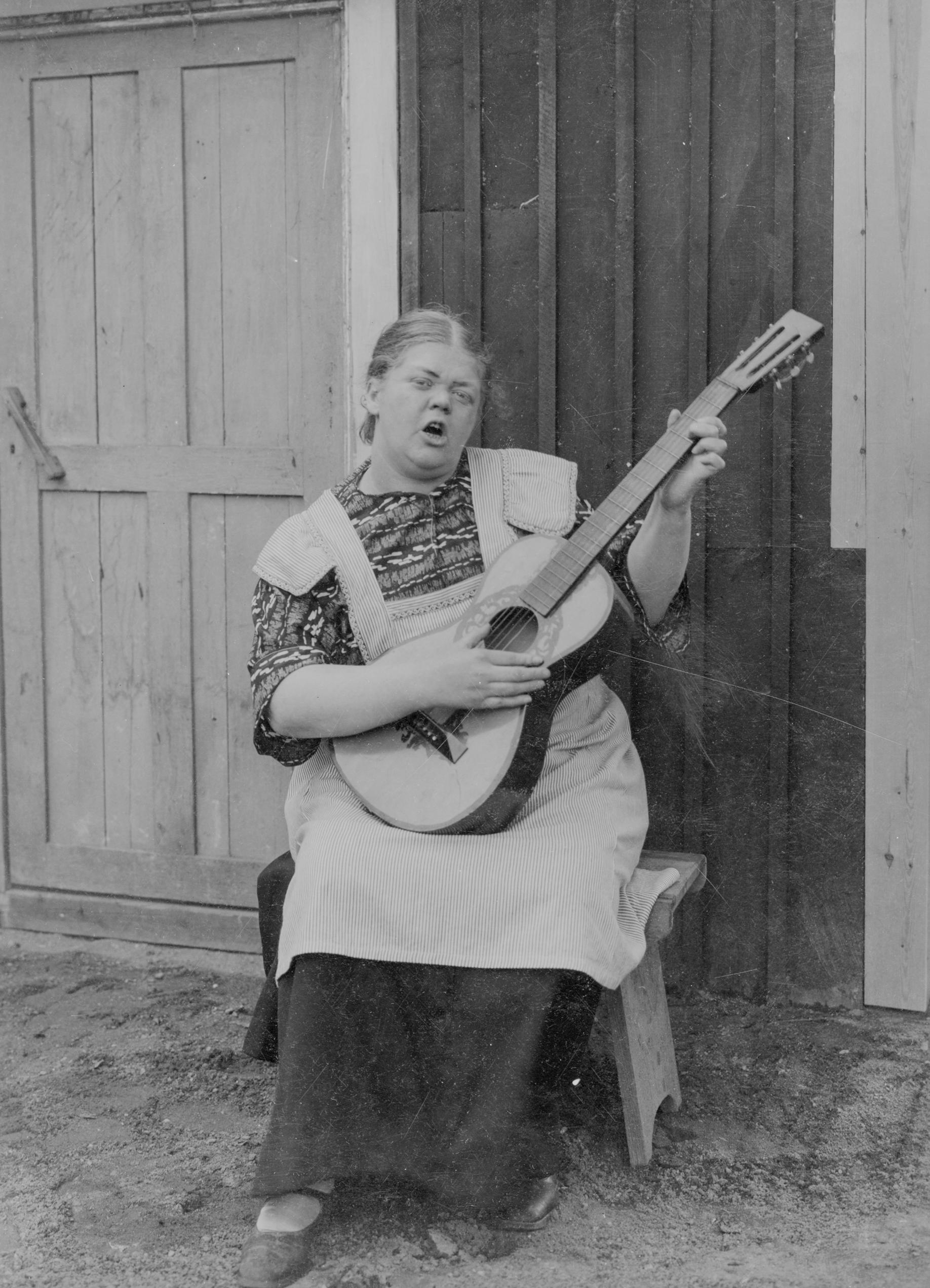
Olga Hellqvist på Friluftsteatern 1934 i lustspelet "Fröken Grönlunds Kalle".

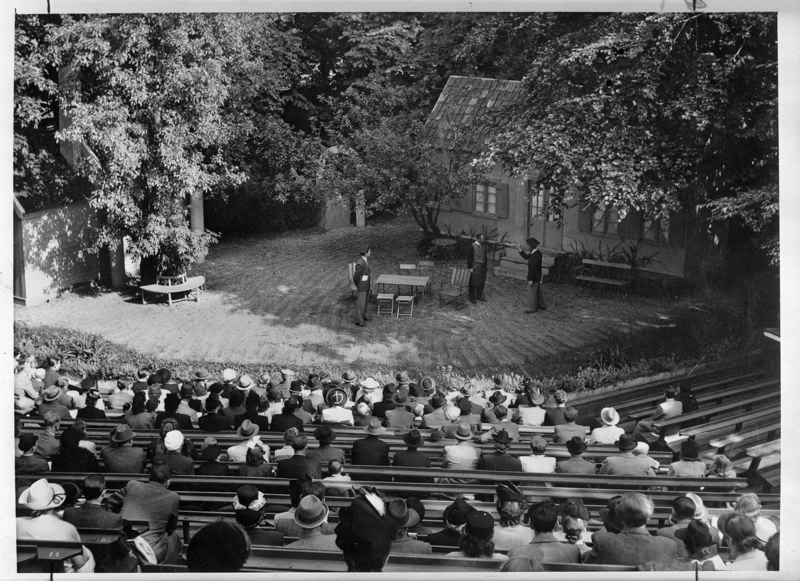
Malmö friluftsteater. Okänd tidpunkt.

Malmö friluftsteater anlades 1914 vid foten av Pildammarnas vattentorn i anslutning till Baltiska utställningen detta år. Vid invigningen 27 juni gavs folklustspelet Värmlänningarna. Publiken satt på sydöstra slänten nedanför tornet och överst, bakom träbänkarna, fanns ståplatser. Sammanlagt fanns 1137 numrerade platser (år 1939). Scenen lystes upp av gasljus. Denna första säsong avbröts i förtid i början augusti på grund av det spända läget i Europa, men därefter gavs det teaterföreställningar på platsen varje sommar fram till och med 1953, med undantag för 1916. Repertoaren bestod av lustspel och operetter, i regel två eller tre olika pjäser per säsong, säsonger som kunde sträcka sig från maj till september. Ansvarig direktion varierade de första åren men blev därefter mer stadigvarande. Invid teatern öppnades 1918 ett teaterkafé.

### 1920-1924
Direktion Victor Hallin och Anders Hellqvist. Hellqvist fick bidrag från Malmö stad och lät bygga om teatern med nya bänkar och elektriskt ljus. Vid vattentornet fanns ett koloniområde där familjen Hellqvist hade en minimal stuga som fungerade som teaterkansli. Hallin och Hellqvist agerade också på scenen och bland övriga aktörer kan nämnas Edvard Persson och Hellqvists syster Olga Hellqvist. Man framförde operetter, lustspel av Felix Körling, Oscar Wennersten, Gideon Wahlberg och Björn Hodell. 1920 gavs Bröllopet på Solö av Wennersten för fulla hus sjuttio gånger.

### 1925-1929
Direktion Johan Rosén. Victor Hallin, Olga Hellqvist och Benkt-Åke Benktsson spelade i pjäser av Körling, Otto Groothoff, Karl Gerhard m.fl.

### 1930-1950
Direktion Oscar Winge, som samtidigt ledde Hippodromteatern. Bland de många skådespelarna under denna period kan nämnas Edvard  Persson, Jullan Kindahl, Nils Poppe, Benkt-Åke Benktsson, Olga Hellqvist och Sif Ruud. Man framförde flera pjäser av Sigfrid Fischer i bearbetning av Hertha Odeman, flera pjäser av August Hinrichs och flera pjäser av Franz Arnold och Ernst Bach. Olga Hellqvist övertog teaterkaféet 1931 och drev det i många år. (På 1970-talet hette kaféet ”Chez Olga".)

### 1951
Direktion Arnold Sjöstrand. Sjöstrand, Marianne Löfgren och Elsa Winge i en pjäs av Noël Coward.

### 1952-1953
Direktion Malmö Stadsteater. Marianne Löfgren, Marianne Stjernqvist, Sven-Eric Gamble m.fl. i pjäser av Noel Coward och Hubert Henry Davies. 16 juli drabbades teatern av en brand mitt i natten och delar av läktaren skadades. Man kunde fortsätta att framföra Davies pjäs som planerat några veckor till, men sommaren 1953 innebar slutet för Malmö friluftsteater. När man röjde efter branden framkom att trävirket i teatern var i mycket dåligt skick och man såg sig tvungen att riva det som fanns kvar. Det fanns sedan 1952 en annan friluftsteater i närheten, Pildammsteatern. I stället för att återuppbygga teatern vid vattentornet satsade Malmö stad på Pildammsteatern.

### Huvudkälla
- Gustafson, Ragnar; Holmgren, Lennart; Winge, Gabriel (1990). Spelet vid dammarna. Malmö: Fören. för scen- och manegemuseum. Libris 908293